# 襄城郡 (西晋)
襄城郡，中国西晋时设置的郡。
泰始二年（266年）置。治所在襄城县（今河南省襄城县）。辖境相当今河南省平顶山、襄城、郏县、舞阳、叶县、宝丰等市县地。属豫州。北魏时属广州。东魏、北齐为广州治，西魏、北周属广州。隋朝开皇初年废。大业三年（607年）又改汝州为襄城郡。